# Palinologia

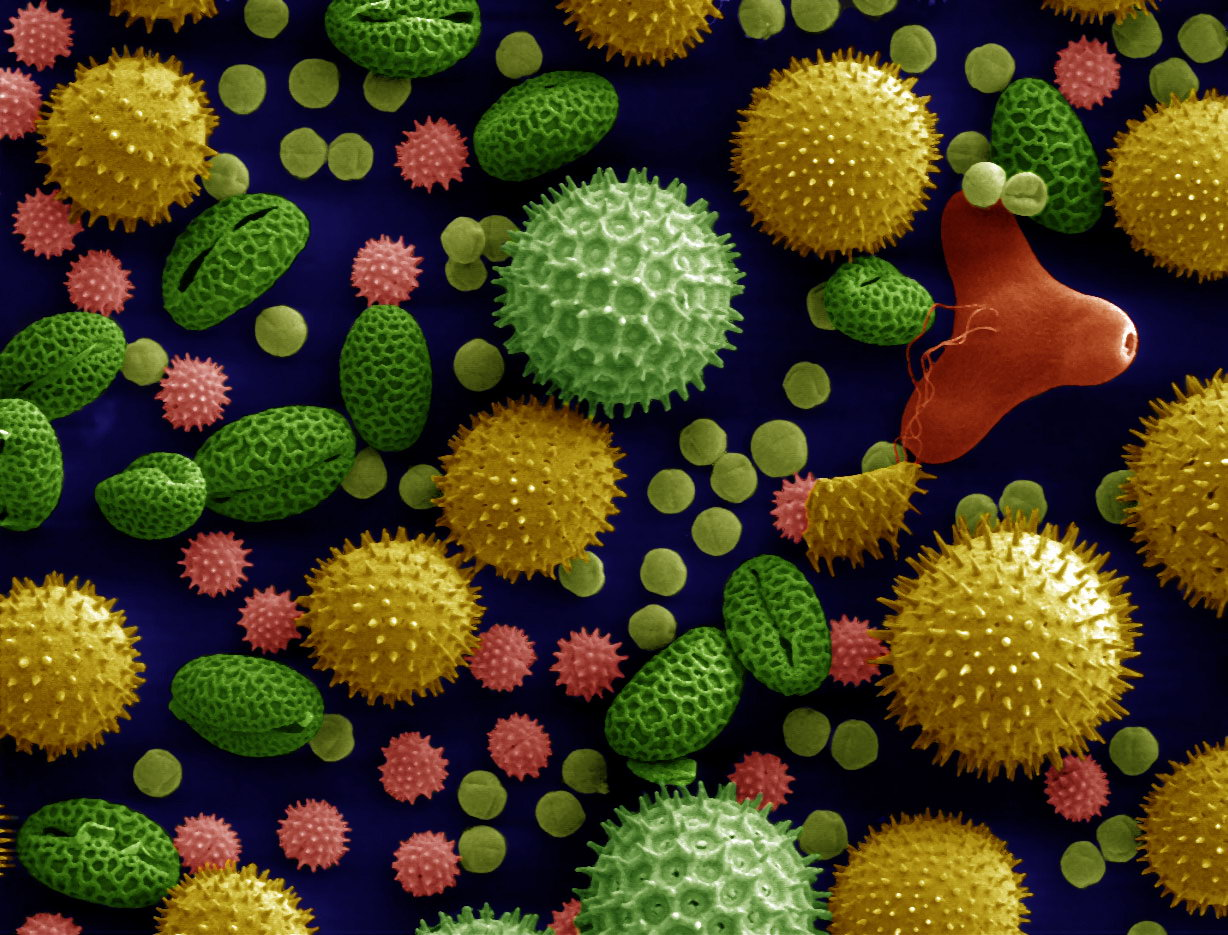
Immagine al microscopio elettronico: visibili pollini di girasole (Helianthus annuus, in colore rosa), campanelle (Ipomoea purpurea, in verde chiaro, grandi), Sidalcea malviflora (in giallo), giglio (Lilium auratum, in verde scuro), primarosa (Oenothera fruticosa, in rosso) e ricino (Ricinus communis, in verde chiaro, piccoli).

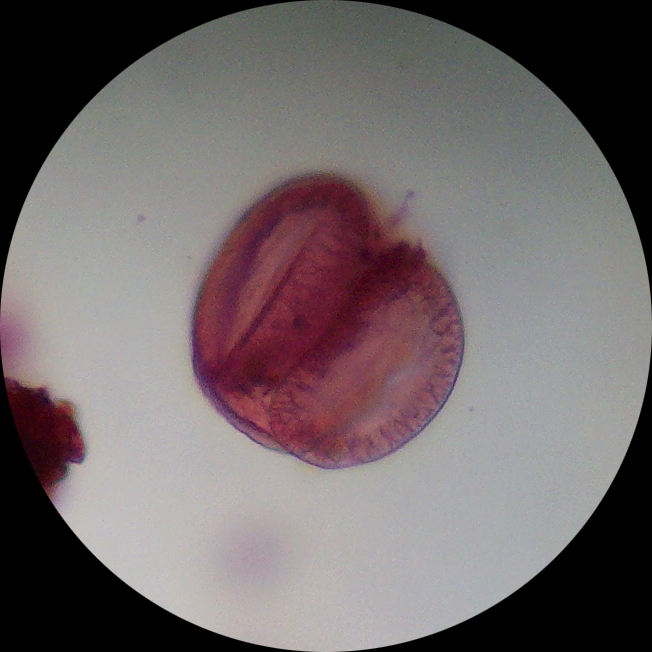
Polline di pino al microscopio

La palinologia (dal greco παλύνω, spargere, o da πάλη, farina e λόγος, parola, discorso, studio) è la scienza che studia il polline e altri elementi biologici microscopici (spore di muschi, licopodi e felci, spore e parti fungine, cisti algali), attuali e fossili.
Sono oggetto di studio, perché considerati 'palinomorfi' (cioè forme biologiche - "oggetti" - di tipo palinologico) anche i dinoflagellati, gli acritarchi, gli achitinozoi, gli scolecodonti e i palinomorfi non-pollini/non-spore come i frammenti di cuticole animali, di tegumenti o tessuti vegetali, i microcarboni, i POM (particulate organic matter, sostanza organica pedogenica) e i cherogeni che possono essere rinvenuti nelle rocce sedimentarie e nei sedimenti. L'oggetto di studio non comprende invece diatomee, foraminiferi o altri organismi provvisti di esoscheletro o rivestimenti contenenti minerali.
La palinologia è una scienza interdisciplinare che sviluppa le sue tematiche prima di tutto tra botanica, etnobotanica, ecologia ed altri aspetti della biologia, ma anche della paleontologia, geologia, climatologia, aerobiologia, criminologia e perfino delle scienze dell'alimentazione. Alcuni aspetti della ricerca palinologica sono incentrati sulla relazione tra esseri umani e ambiente, altri sono più focalizzati sulla comprensione delle trasformazioni ambientali.

## Polline: generazione microscopica delle piante a seme
I granuli pollinici e le spore si presentano sotto forma di polvere finissima (per questo la parola palinologia può derivare anche da πάλη, cioè farina) con granuli di dimensioni microscopiche che variano da pochi μm (micrometri = millesimi di millimetro) fino a circa 200-250 µm. Pur nella somiglianza apparente a occhio nudo, il loro significato biologico è molto diverso: le spore sono proprie di muschi, epatiche, antocerote, licopodi e felci, e servono a diffondere la specie; il polline è prodotto da gimnosperme e angiosperme, contiene 2 o molte cellule, e racchiude il patrimonio genetico maschile (o paterno).
Il polline è prodotto dalle piante a seme (Spermatophyta, diploidi) nelle quali rappresenta la generazione aploide (gametofito maschile). La sua funzione biologica è quella di trasportare il gamete maschile in prossimità di quello femminile. Per fare questo, il polline di un individuo A, 'atterrato' vicino al micropilo (gimnosperme) o sullo stimma di un fiore (angiosperme) di un individuo B, della stessa specie, emette un tubetto pollinico nel quale i gameti maschili di A si sposteranno nella direzione dei gameti femminili di B.

## La biodiversità pollinica
La biodiversità pollinica è ricca quanto quella delle specie che li producono, ed è per questo che sono considerate a ragione una buona impronta delle piante.
I granuli pollinici sono dunque:
- 1) Diversi: la morfologia pollinica è assai varia e permette di discriminarne genere, talora famiglia, o tipo pollinico [11,12]. I granuli pollinici sono compresi tra 20 µm e 200 µm, con forme che possono andare da quella più sferoidale, ad altre più allungate. Assimilando un polline a un mappamondo, è possibile individuare in questo oggetto tridimensionale sferico, un ‘equatore’ e due ‘poli’: se il polline di una specie ha una forma schiacciata ai poli è detto ‘oblato’; se, in altre specie, è schiacciato all'equatore si dice ‘prolato’. La conoscenza della biodiversità morfologica è fondamentale per ogni applicazione della Palinologia e quindi la Morfologia pollinica o Morfopalinologia che si avvale di tecniche di microscopia, è stata ed è tuttora il settore di base di questa materia.
- 2) Identificabili: i parametri principali che servono per discriminare e quindi identificare i granuli pollinici sono a) il raggruppamento (monade, tetrade, ecc.), b) le aperture (numero, posizione e carattere;[1][2]), c) lo sporoderma (parete costituita da intina ed esina), d) la forma, e) il perimetro, f) la polarità, g) la simmetria, h) le dimensioni e i) la taglia. Per il riconoscimento del polline si usano Chiavi polliniche che sono in genere circoscritte o centrate su determinate aree geografiche. Ad es. la chiave di Faegri e colleghi[3] è sull'Europa Nord occidentale, quella di Moore e colleghi[11] su Nord America ed Europa Nord occidentale con specie mediterranee. Anche gli atlanti, che sono ricchi di foto, sono di solito relativi ad una determinata area geografica.[12][13][14][15][16][17])

Fondamentale, poi, è la presenza di una Palinoteca di confronto, cioè della collezione di vetrini con polline fresco o fossilizzato in laboratorio (acetolizzati) che è stato prelevato da piante di sicura identificazione e poi trattato in laboratorio.
- 3) Innumerevoli: i granuli pollinici sono prodotti in abbondanza, ma la produzione pollinica varia in dipendenza della specie ed è legata sia al tipo di impollinazione, sia a caratteri della pianta madre, ad es. dimensioni, età, stato di salute o alle condizioni ecologiche e climatiche. Le piante a impollinazione anemofila producono molto polline (ad es. decine di miliardi/anno per un individuo di Pinus sylvestris L.), per far fronte agli inevitabili sprechi dovuti alla casualità del trasporto; le piante zoofile che utilizzano trasporti mirati come ad esempio quelle entomofile che impiegano gli insetti, ne producono meno (ad es. migliaia/anno per un individuo di lino selvatico - Linum catharticum L., frequentemente autogamo).
- 4) Diffusibili: dispersione, trasporto e deposizione del polline sono anch'essi dipendenti da variabili biologiche intrinseche alla specie e da variabili ambientali estrinseche legati alla presenza di correnti e substrati idonei all'intrappolamento del polline. Picea, Betula, Corylus, Taxus, hanno un peso di circa 70, 40, 10, 4 miliardesimi di grammo e una velocità di deposizione di circa 6, 5, 2, 1 cm/sec. rispettivamente.[9] La grande massa di pollini fluttuanti nell'aria si distribuisce più o meno omogeneamente su un'area più o meno vasta intorno alla sorgente, sotto forma di pioggia pollinica.[20]
- 5) (Quasi) eterni: le proprietà dell'esina permettono che il polline possa avere una grande resistenza. Batteri e funghi capaci di attaccare le sporopollenine possono portare a rapida degradazione dell'esina, come forti processi ossidanti o fuoco. Il polline risulta invece ben conservato nei substrati a pH acido come le torbiere e i laghi (acidità e condizioni anaerobie contrastano lo sviluppo microbico).
- 6) (Quasi) ubiquitari: ogni substrato nel quale il polline non si deteriora può conservarne quantità assai variabili e per tempi lunghissimi (suoli, strati archeologici, mieli, capelli, abiti, ecc..).

## Palinologia applicata
Grazie alla straordinaria versatilità e alla interdisciplinarità che caratterizza questa materia, la Palinologia trova applicazioni in numerosi campi di studio. La Palinologia applicata si suddivide in numerosi settori:
- paleopalinologia: studia fossili (o sub-fossili) per le ricostruzioni delle trasformazioni della flora, della vegetazione e quindi del clima avvenute nel corso dei periodi geologici;[24][25]
- archeopalinologia: studia le modificazioni del paesaggio e dell'ambiente con attenzione agli ultimi 12.000 anni circa; studia le relazioni tra uomo e ambiente, con dettaglio sull'evoluzione del paesaggio culturale;[26][27] con approccio interdisciplinare, in particolari contesti archeologici, aiuta ad esplorare il comportamento umano nel passato;[28][29]
- melissopalinologia: studia polline e altre particelle biologiche contenute nei mieli e nei prodotti apistici; si basa sulla possibilità di identificare origine geografica e botanica del miele attraverso la caratterizzazione floristica del suo contenuto pollinico;[30][31][32] per estensione può includere studi di polline in prodotti erboristici, alimenti o resine naturali;
- aeropalinologia: è il settore che studia il contenuto di polline e spore fungine disperso nell'aria e, conseguentemente, la sua qualità in relazione alle allergie per la stesura dei calendari pollinici; lo studio delle spore fungine è anche inerente alla conservazione dei beni culturali;[33][34][35]
- studio dei substrati superficiali: studia trappole naturali come muschi, lettiere e suoli superficiali;[36]
- criminopalinologia o palinologia forense: si occupa di materiali legati a casi di interesse forense, palinomorfi rinvenuti nelle scene del crimine, veicoli collegati a reati o ricerca di coltivazioni di droghe vegetali (cannabis, coca, ...).[37][38]

La Palinologia, materia semplice e complessa allo stesso tempo, è stranamente ancora poco nota in Italia. Ciononostante, da un lato da molti anni i ricercatori italiani portano avanti questa materia ad alto livello, dall'altro lo studio del polline e le sue applicazioni offrono parecchi spunti per esercitazioni pratiche ed attività da svolgersi nelle scuole elementari e medie.

## Gruppo di lavoro di palinologia della Società Botanica Italiana (GPSBI)
Dal 1967 esiste in Italia il Gruppo di palinologia della Società Botanica Italiana costituito come gruppo di lavoro della Società Botanica Italiana - SBI (quest'ultima fondata a Firenze nel 1888, a partire dalla Società Botanica Fiorentina, la prima associazione di questo tipo in Europa nel 1716). GPSBI è affiliata alla International Federation of Palynological Societies - IFPS (dal 1984, prima International Commission for Palynology - ICP). Il suo consiglio è composto da 5 membri affiliati alla SBI, ma il gruppo include anche palinologi non iscritti alla SBI.

## Galleria d'immagini

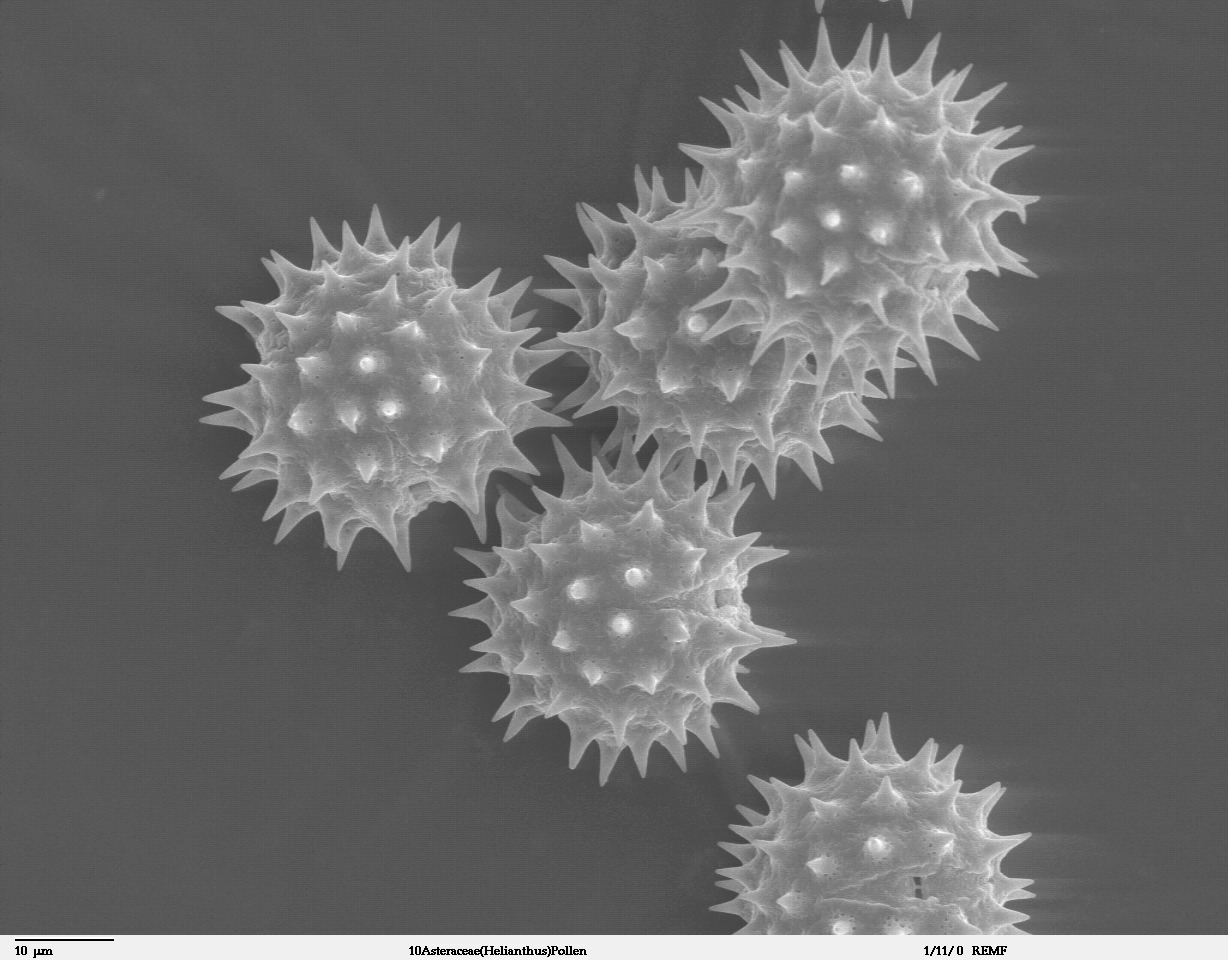
Helianthus annuus
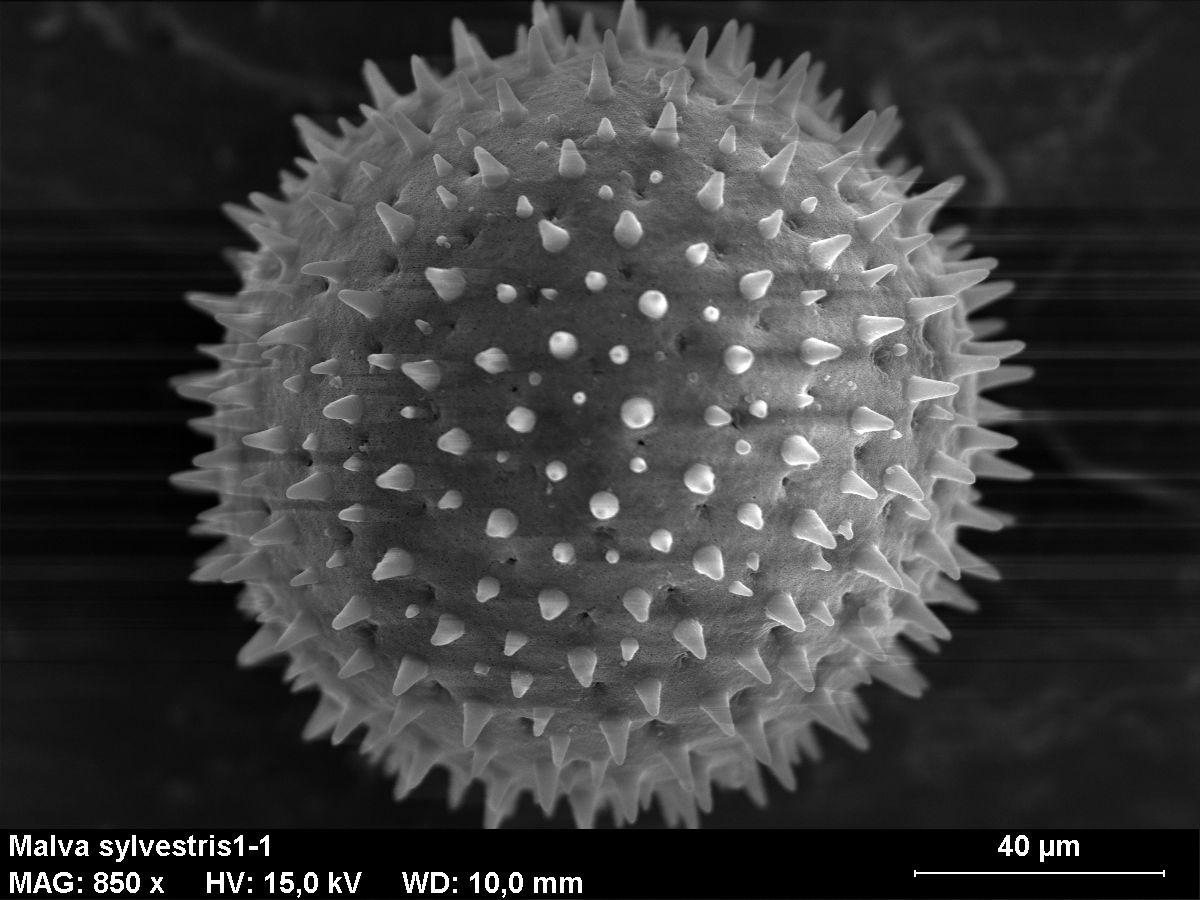
Malva sylvestris
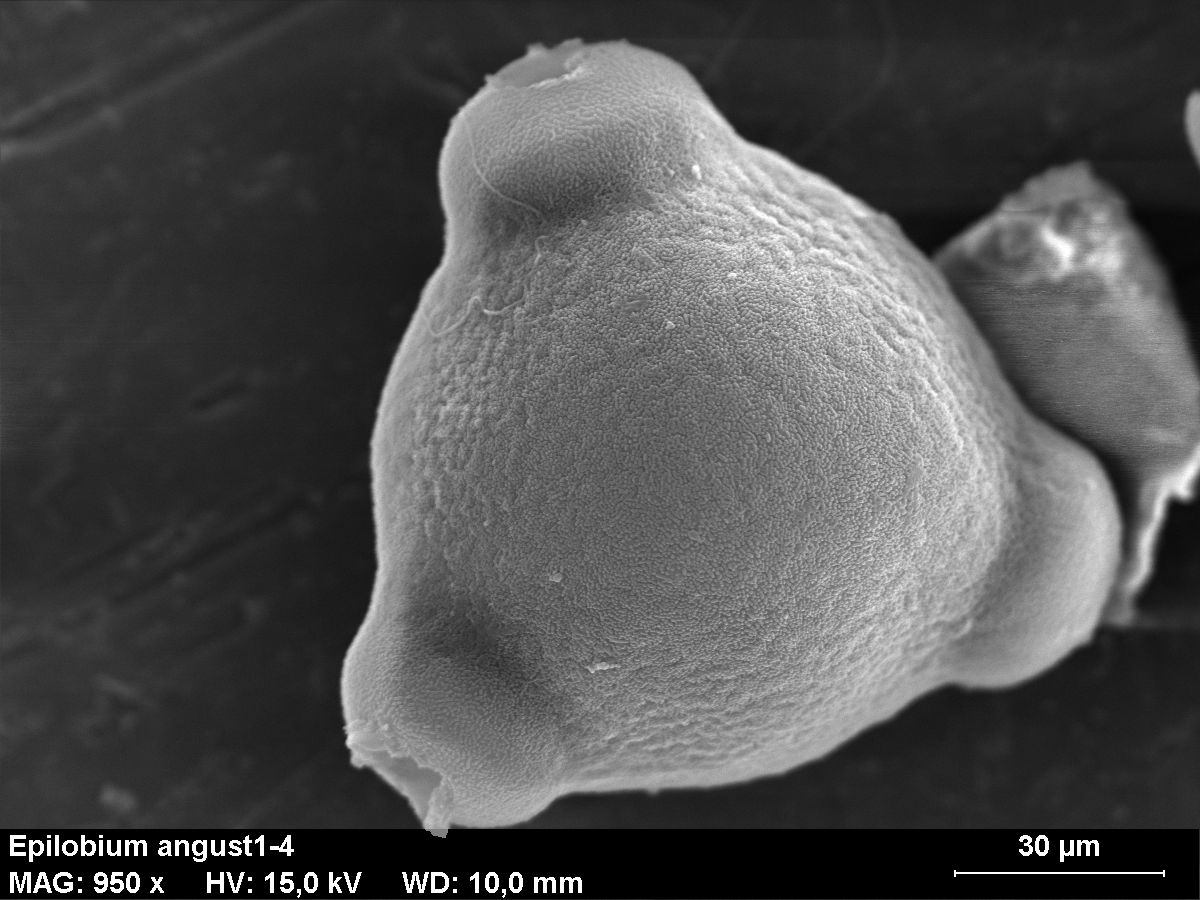
Epilobium angustifolium
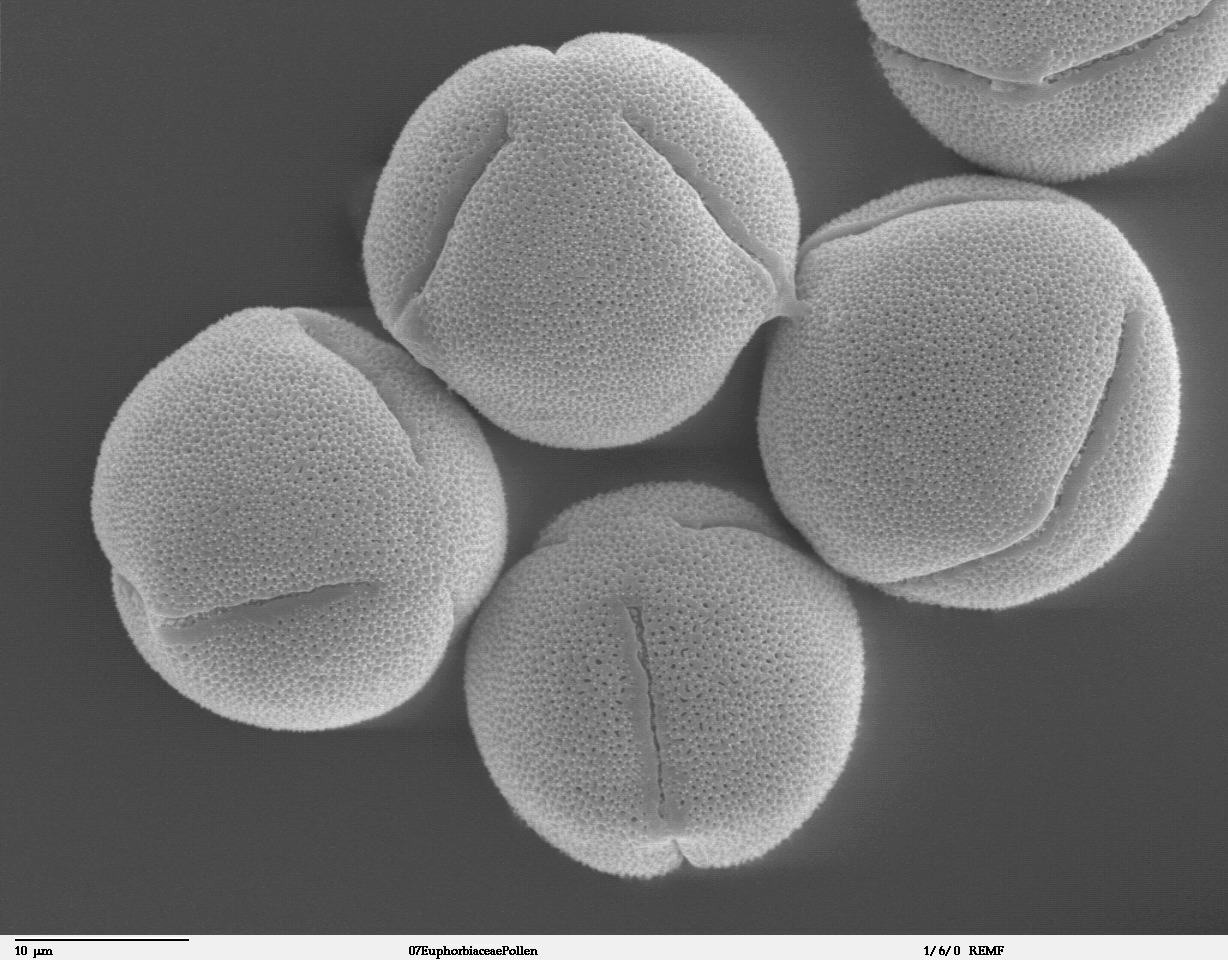
Ricinus communis
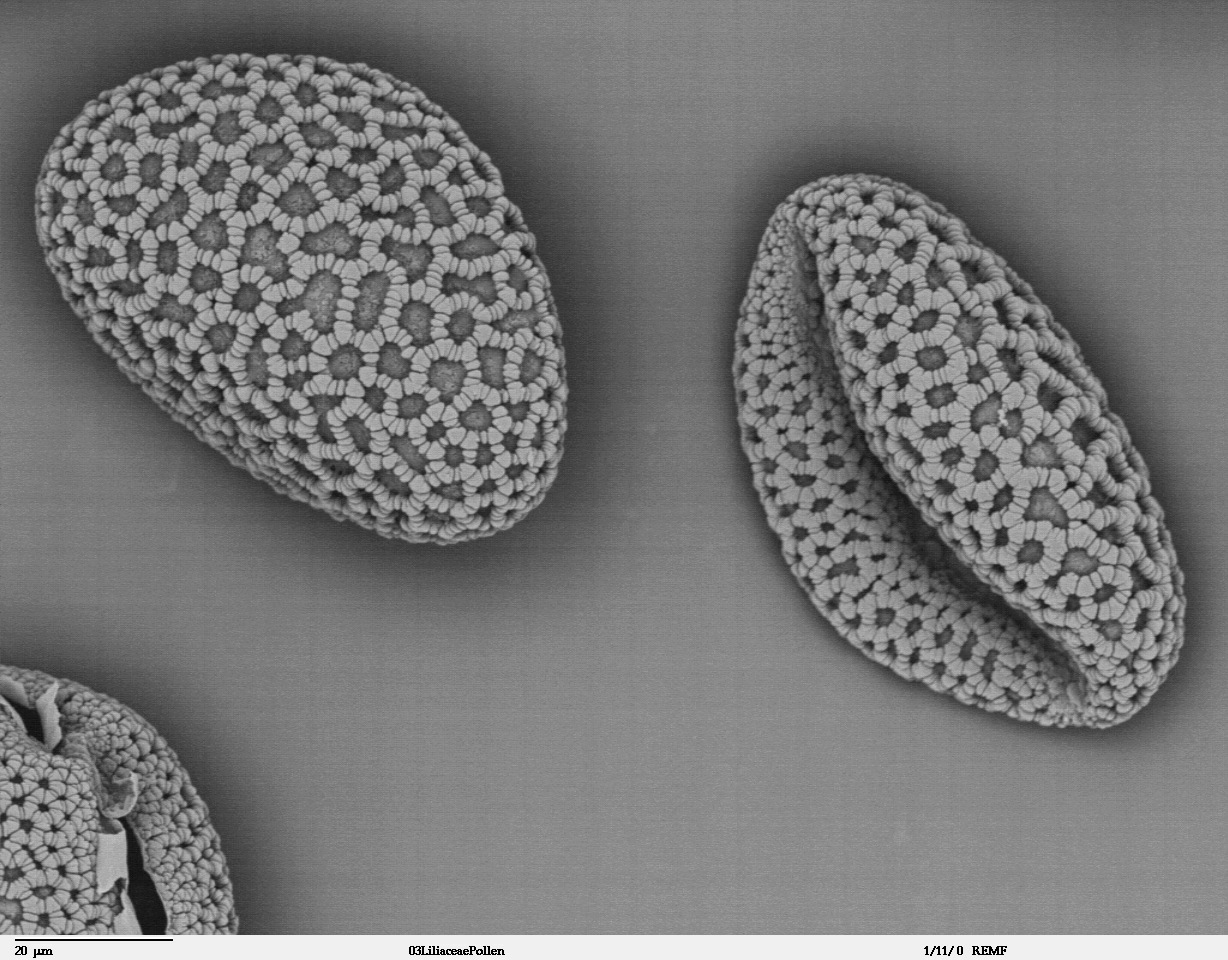
Lilium auratum
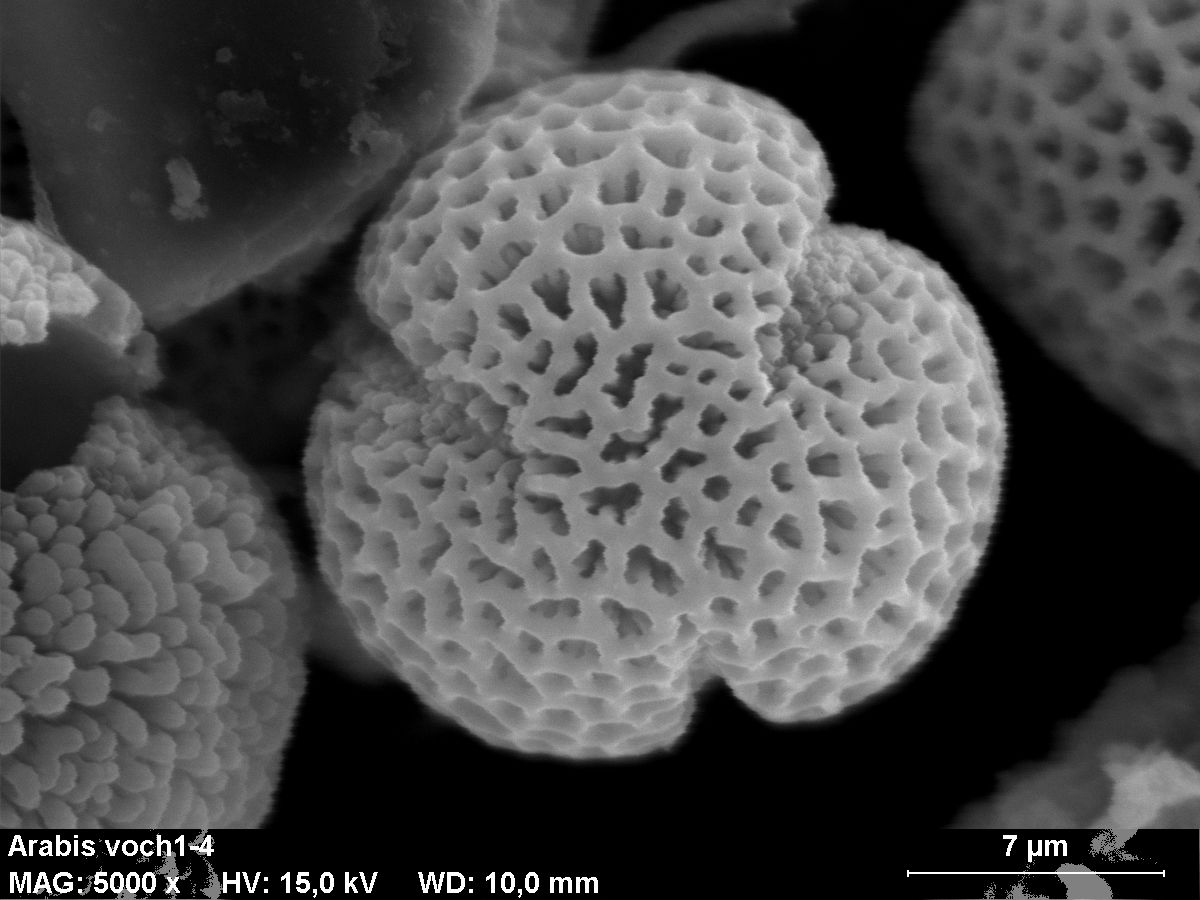
Arabis